# Lista de localidades de Samoa
Esta é uma lista de localidades da Samoa, separada por distritos (itumalo):

## Tuamasaga
- Apia
- Afega
- Fa'ato'ialemanu
- Fagali'i
- Lalovaea
- Lauli'i
- Lepea
- Letogo
- Lotopa
- Magiagi Tai
- Malua
- Matautu
- Moata'a
- Mulinu'u
- Pesega
- Sataoa
- Siumu
- Tafaigata
- Tanugamanono
- Taufusi
- Tuana'i
- Vaiee
- Vailele
- Vailima
- Vaimoso
- Malie

## A'ana
- Leulumoega
- Faleasiu
- Falese'ela
- Fasito'o Tai
- Fasito'o Uta
- Gagaifo o le Vao
- Lefaga Matautu
- Lefaga Pata
- Safa'atoa
- Samatau
- Satapuala
- Savaia

## Aiga-i-le-Tai
- Apai
- Apolima Tai
- Apolima Uta
- Faleu
- Fuailoloo
- Lepuia'i
- Manono Uta
- Mulifanua
- Paepaeala
- Salua

## Atua
- A'ufaga
- Falefa
- Lalomanu
- Lealatele
- Lepa
- Lotofaga
- Lufilufi
- Luatuanu'u
- Matatufu
- Poutasi
- Saleapaga
- Solosolo
- Vavau

## Va'a-o-Fonoti
- Samamea
- Uafato
- Faleapuna
- Lona
- Ta'elefaga
- Maasina
- Salimu
- Musumusu

## Fa'asaleleaga
- Falefia
- Fogapoa
- Lalomalava
- Lano
- Asaga
- Pu'apu'a
- Sa'asa'ai
- Saipipi
- Salelavalu Tai
- Salelavalu Uta
- Sapapali'i
- Sapulu
- Tino i Iva
- Tuasivi
- Vaiafai
- Vaimaga
- Safotulafai
- Salelologa

## Gaga'emauga
- Saleaula
- Avao
- Fagamalo
- Le'auva'a
- Lelepa
- Matautu
- Mauga
- Safa'i
- Saleia
- Patamea
- Salamumu
- Samalae'ulu
- Sato'alepai

## Gaga'ifomauga
- Safotu
- Aopo
- Faletagaloa
- Lefagaoali'i
- Manase
- Safune
- Samauga
- Sasina

- Asao
- Auala
- Falealupo
- Falelima
- Neiafu
- Papa Uta
- Sataua
- Tufutafoe
- Vaisala

## Satupa'itea
- Satupa'itea
- Fagafau
- Fai'a'ai
- Fogasavai'i
- Fogatuli
- Sagone
- Samata-i-Tai
- Samata-i-Uta
- Vaipua
- Moasula
- Pitonu'u
- Satufia
- Vaega

## Palauli
- Faala
- Fagaloa
- Foailalo
- Foailuga
- Gataivai
- Nu'u
- Papa
- Puleia
- Salailua
- Satuiatua
- Sili
- Siutu
- Tafua
- Taga
- Vaito'omuli
- Vailoa